# Школа боцманов и юнг

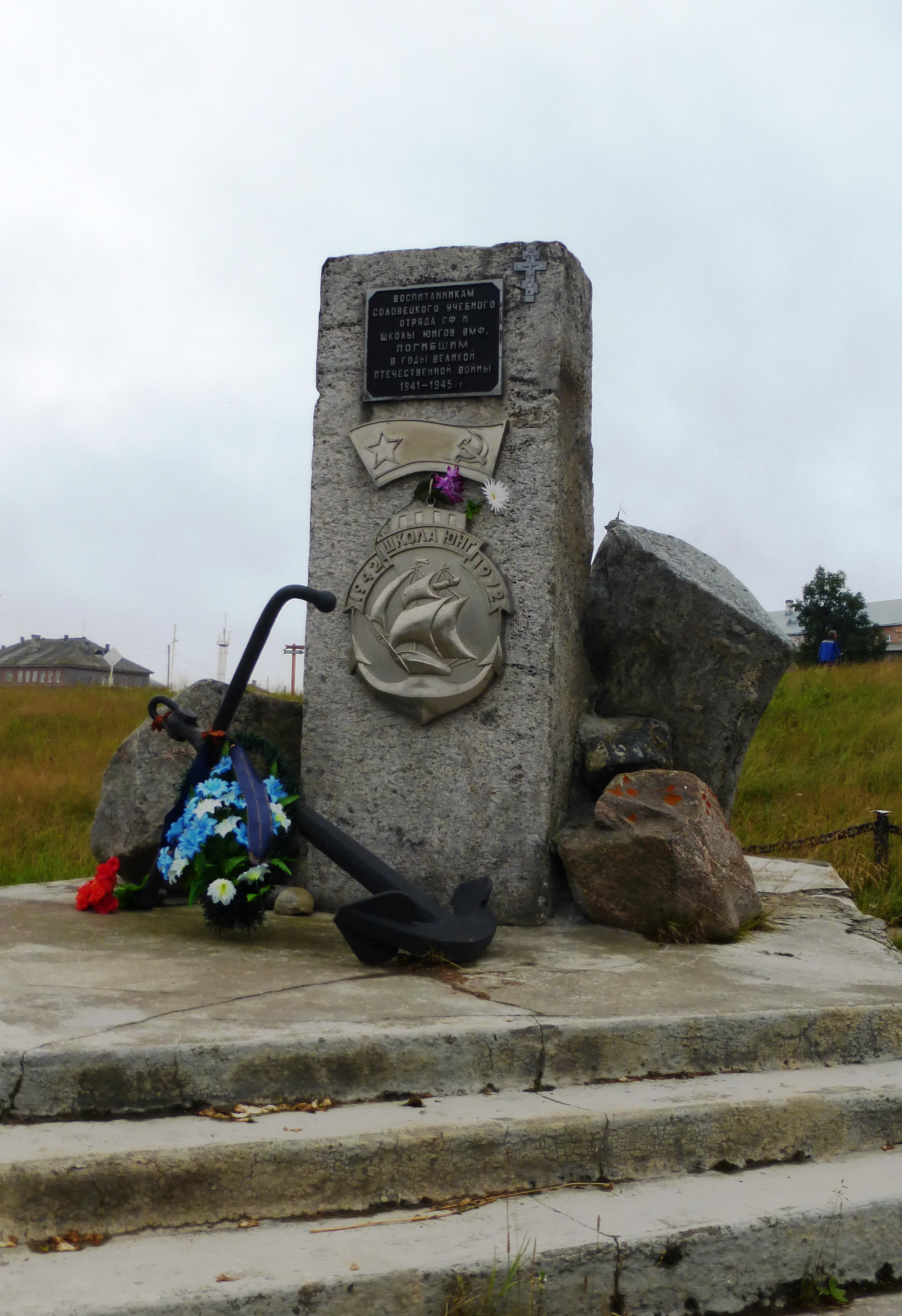
Памятник воспитанникам Соловецкого учебного отряда Северного флота и школы юнг ВМФ, погибшим в годы Великой Отечественной войны 1941—1945 годов

Школа боцманов и юнг, Школа юнг — вид военно-морского учебного заведения в Российской империи и в  СССР.
До реформы орфографии, в России, именовалась Школа юнгов. Школы юнг были упразднены после создания в Советском Союзе Нахимовских военно-морских училищ в 1943 году. Кроме того, послевоенный период в системе ДОСААФ были созданы «Клубы юных моряков», обучающиеся члены которых также назывались юнгами.

## История

### Создание
Пётр I, после построения Кронштадта указал открыть в Кронштадте школу юнг (современный адрес — Красная улица), в другом источнике указано, что царь учредил в нём училище морских юнг, то есть малолетних матросов, и сам он начал службу на море с каютного юнги. Этот Указ о создании школы юнг положил начало системной подготовке специалистов для русского флота. Юнги изучали русский язык, закон Божий, географию, физику, машинное дело, строевые занятия, физкультуру. В этой школе готовили минёров, артиллеристов, машинистов, рулевых, сигнальщиков. Позже школа юнг была открыта в Севастополе. Эти школы подготовили тысячи матросов-специалистов для Русского императорского военно-морского флота (ВМФ). Юнги существовали, с перерывами, в военно-морских силах России до начала XX века.
В 1910 году в Кронштадте была вновь открыта школа юнг. Юнги учебных кораблей и школ, в отношении исполнения ими воинской повинности, считались вольноопределяющимися во флот.
Командованием школы на имя морского министра была дана телеграмма следующего содержания: «Отслужив по случаю открытия школы юнг и помолившись за здоровье Императора и Всей Царской Семьи, все присутствующие и вновь поступившие просим повергнуть к стопам Его Императорского Величества их верноподданные чувства и уверенность служить верой и правдой на радость Его Императорского Величества и дорогой Родине и флоту».
Император ответил: «Искренне желаю полного успеха школе юнг и благодарю всех присутствующих на митинге».
В школу юнгов Русского флота, принимались мальчики в возрасте от 16 до 18 лет от роду. Курс обучения для них составлял 1½ года. После окончания школы юнги зачислялись на действительную службу на флот и поступали в общие школы специалистов, по окончании которых производились в унтер-офицеры. За полученное в школе образование юнги, были обязаны пробыть на действительной службе в Вооружённых Силах Российской империи 6 лет.
Подробнее описано событие набора курсантов в Кронштадтскую школу юнг в 1912 году: «Подано прошений 1542. Не явились на медицинский осмотр 609 человек, явилось 933 человека. Держали экзамены 526 человек. Выдержали экзамены 345 человек. Состав принятых: крестьян — 259, мещан — 87, казаков — 9, дворян — 11 человек. По вероисповеданию: православных — 366 человек. В честь этого события был отслужен молебен.»
В числе окончивших Кронштадтскую школу юнг уже после 1912 года были будущий адмирал, Герой Советского Союза Иван Степанович Юмашев (1914 год выпуска) и будущий заместитель наркома Военно-Морского флота ВС Союза ССР Гордей Иванович Левченко.

### Советское время
Образована приказом наркома ВМФ СССР Н. Кузнецова 25 мая 1942 года на базе Соловецкого учебного отряда Северного флота, дислоцированного на Соловецких островах. Начальники школы юнг: капитан 3 ранга Н. И. Иванов, капитан 1 ранга Н. Ю. Авраамов, капитан 1 ранга С. Н. Садов. Комиссары: Ф. С. Шингарев, с января 1943 года — капитан 1 ранга С. С. Шахов. В школе было подготовлено около 4500 специалистов для ВМФ СССР (радисты, рулевые, мотористы, боцманы торпедных катеров). Её воспитанники воевали на кораблях всех флотов и флотилий страны. Юнги обучались 9—11 месяцев, уровень обучения был значительно выше, чем в самом учебном отряде для более взрослых курсантов.
Во время войны на действующих и воюющих флотах юнги проявили себя героически, после войны практически все участвовали в боевом тралении. Из 4111 выпускников школы (из трёх выпусков набора 1942, 1943, 1945 годов) более тысячи погибли. Среди юнг были орденоносцы, Герои Советского Союза, в дальнейшем адмиралы военного флота СССР, Главный штурман Военно-морского флота СССР, возродивший штурманскую службу в ВМФ.
В ВС Союза ССР флотская должность «Юнга» на кораблях и судах военно-морского флота была введена 14 октября 1942 года, а их подготовка на судах рыбопромыслового флота началась в соответствии с Постановлением Государственного Комитета Обороны от 18 января 1944 года, а также приказа Наркомрыбпрома СССР № 146 от 26 февраля 1944 года. Юнга был воспитанником специализированной военизированной школы.
В советское время первая школа боцманов и школа юнг при ней создана в 1940 году на острове Валаам (Ладожское озеро) для обучения юношей морскому делу и подготовки матросов. (В распоряжении школы находилась также железобетонная батарея КБФ № 102 из двух 152-мм пушек Канэ, оставшаяся после ухода финнов.) Во исполнение решения, от 12 сентября 1941 года, о снятии частей с островов Ладожского озера — Валаам, Коневец, Крестовские и Хиунисима командующий генерал Г. К. Жуков приказывал в двухдневный срок: «Гарнизон Валаама (школа юнг и боцманов) обратить на усиление Шлиссельбургского укрепленного сектора» … Канонерская лодка «Бира», которая в мирное время — всего три месяца назад — была землечерпалкой, доставила роту юнг в бухту Осиновец. Оттуда часть юнг вместе с курсантами боцманской школы ушла к Невской Дубровке и участвовала в боях на знаменитом Невском «пятачке». Другие были направлены в подразделения, державшие оборону на берегах Ладоги и Волхова. Петя Горбачев, Миша Артамонов, Витя Алехин, Коля Никандров погибли. Принято считать, что из 200 школьников в живых осталось 10 человек.В январе 1942 года уцелевших валаамских юнг снова направили в Школу катерных боцманов — флоту требовались корабельные специалисты. Теперь школа размещалась в блокированном Ленинграде.
Школа находилась на Васильевском острове в Учебном отряде подводного плавания имени С. М. Кирова — в Дерябинских казармах.
25 мая 1942 года, по приказу адмирала Н. Г. Кузнецова с подтверждением приказом адмирала А. Г. Головко, командовавшим Северным флотом, была организована новая школа юнг на Соловецких островах при учебном отряде Северного Флота. Эта формулировка сыграла потом злую шутку с юнгами, поскольку военная бюрократия маршала Д. Ф. Устинова, бывшего в 1970-х годах министром обороны СССР, использовала эту приставку «при» для того, чтобы не признавать соловецких юнг участниками войны (особенно постарался в этом направлении начальник историко-архивного управления Генштаба генерал-майор В. В. Гуркин, скрывавший документы о принятии присяги юнгами). Окончательно юнги были признаны участниками войны в 1985 году при содействии маршала С. Ф. Ахромеева. Школа на Соловецких островах базировалась в местном Кремле и бывшем ските Савватьево в 12 км от Кремля, комплектовалась юношами-добровольцами в возрасте 15—16 лет (некоторые юноши, приписав себе возраст, попали туда в 11-летнем возрасте, как, например, будущий военно-морской офицер и инженер авиационного завода Борис Положай или 14-летний будущий писатель Валентин Пикуль), с образованием 6—8 классов по рекомендациям комсомольских организаций и при участии ЦК ВЛКСМ. Среди выпускников были будущий народный артист СССР, лауреат Государственной премии, кавалер орденов Ленина, Трудового Красного Знамени Борис Штоколов, как, впрочем, и писатель Валентин Пикуль, лауреаты Государственной премии, археолог Геральд Матюшин, заслуженные изобретатели Николай Махотин и Марс Валидов.
Готовились специалисты на уровне техникума по специальностям:
- боцман торпедного катера
- боцман
- рулевой-сигнальщик
- радист
- электрик подводной лодки
- моторист торпедного катера
- моторист больших дизелей (под конкретные лендлизовские поставки судов, морских охотников и тральщиков фирмы «Хиггинз»)
- артиллерийский электрик
- электрик

Школа юнг на Соловецких островах провела 5 наборов, три военных и два послевоенных с выпуском курсантов, попавших на фронт и на боевое траление. В октябре 1945 года Школа юнг на Соловках была свернута и вместе со всеми ребятами, преподавателями и руководством переведена в Кронштадт. И тогда уже новонабранные юнги стали называться кронштадтскими.
Кроме того, существовали школы юнг гражданского флота, к примеру, трехгодичная школа юнг Наркомата рыбной промышленности в г. Сортавала в 1945—1949 гг., школа-интернат юнг Беломорско-Онежского пароходства министерства речного флота в Пиндушах в 1945—1947 гг. в них готовили механиков и судоводителей речных судов,
Тобольская школа юнг в 1944—1962, в ней готовили судостроителей, судомотористов и радиооператоров, которые впоследствии в большинстве своем трудились в рыбной промышленности.

## Боевой путь
В сентябре 1941 года юнги Валаамской школы участвовали в боях при обороне Ленинграда, в ходе которых многие из них показали образцы воинской доблести и смелости, большинство личного состава погибло при первой попытке прорыва ленинградской блокады.
Выпускники Соловецкой школы юнгов (она официально называлась именно так, так как в то время использовалось два написания, старое и новое) были хорошо подготовлены, они обучались около года (намного лучше, чем более возрастные курсанты из учебного отряда Северного Флота, где обучение длилось три месяца, соловецкие юнги обучались 9 — 11 месяцев по 10 — 12 часов в сутки, кроме спецдисциплин изучали физику, математику, географию, литературу и даже традиционные для дореволюционных флотских офицеров танцы) в дальнейшем (с 1943 года) образцово несли службу на кораблях ВМФ СССР, многие из них были удостоены правительственных наград, из 4111 выпускников более 1000 погибло на море, в речных сражениях на Волге, Днестре и Дунае, Амуре, Днепре, на фронте (в том числе и на Дальневосточном театре БД, взятие Сейсина, Герой Советского Союза соловецкий юнга-ленинградец Владимир Моисеенко), были юнги (псковитянин Василий Храбрых), которые участвовали в штурме Берлина в качестве морских пехотинцев. Семерым выпускникам присвоено звание Героя Советского Союза.

#### Некоторые известные соловецкие юнги
- Леонов, Виталий Викторович
- Ковалёв, Александр Филиппович
- Аржанов, Феликс Григорьевич
- Гузанов, Виталий
- Пикуль, Валентин
- Штоколов, Борис

#### Герои Советского Союза
- Торцев, Александр Григорьевич
- Кусков, Виктор Дмитриевич
- Бабиков, Макар Андреевич
- Моисеенко, Владимир Григорьевич
- Коробов, Вадим Константинович

## Память
- Музей соловецкой школы юнг Северного флота.
- Раздел в Соловецком государственном историко-архитектурном и природном музее-заповеднике.
- Площадь Соловецких Юнг и памятник на ней в Москве в районе Восточное Измайлово.
- Памятник соловецким юнгам на набережной Северной Двины в Архангельске
- Площадь Балтийских Юнг и памятник на ней в Санкт-Петербурге.
- Музей юнг Военно-Морского Флота в лицее № 369 Красносельского района, города Санкт-Петербург.
- В Самаре имя соловецких юнг носит аллея на набережной реки Волги.
- В Оренбурге на Парковом проспекте есть Аллея соловецких юнг.
- В Казани есть улица Соловецких Юнг.
- В Саратове в парке Липки есть памятник «Юным морякам-саратовцам Соловецкой школы юнг Северного флота 1942—1944 гг.», а рядом на улице Волжской установлена памятная табличка на бывшем здании обкома ВЛКСМ, где в 1942—1944 годах формировались группы добровольцев в Соловецкую школу юнг военно-морского флота.
- В Ульяновске, в парке А. Матросова, установлен памятник «Юным морякам-ульяновцам, воспитанникам Соловецкой школы юнг».

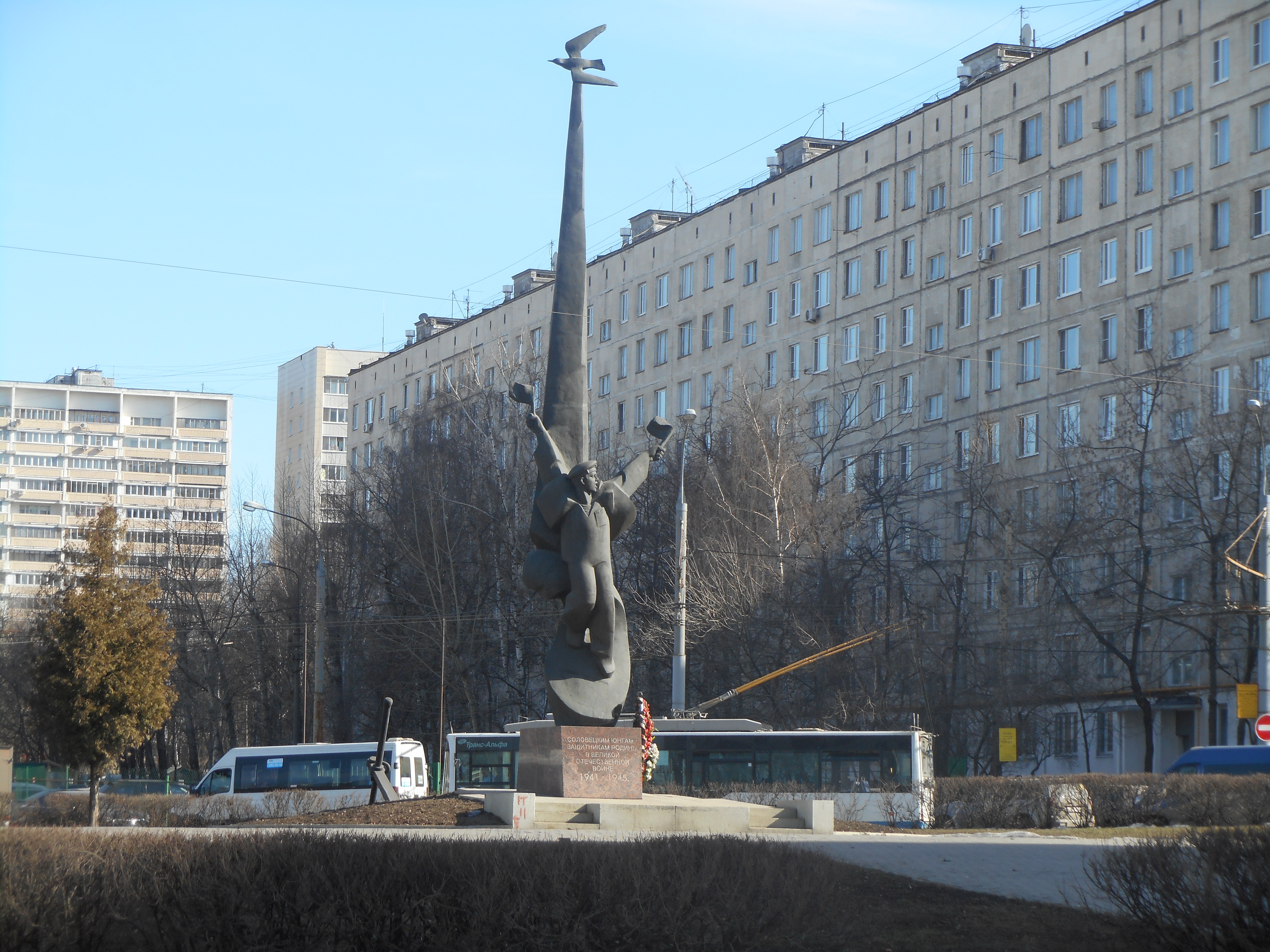
Памятник на площади Соловецких Юнг
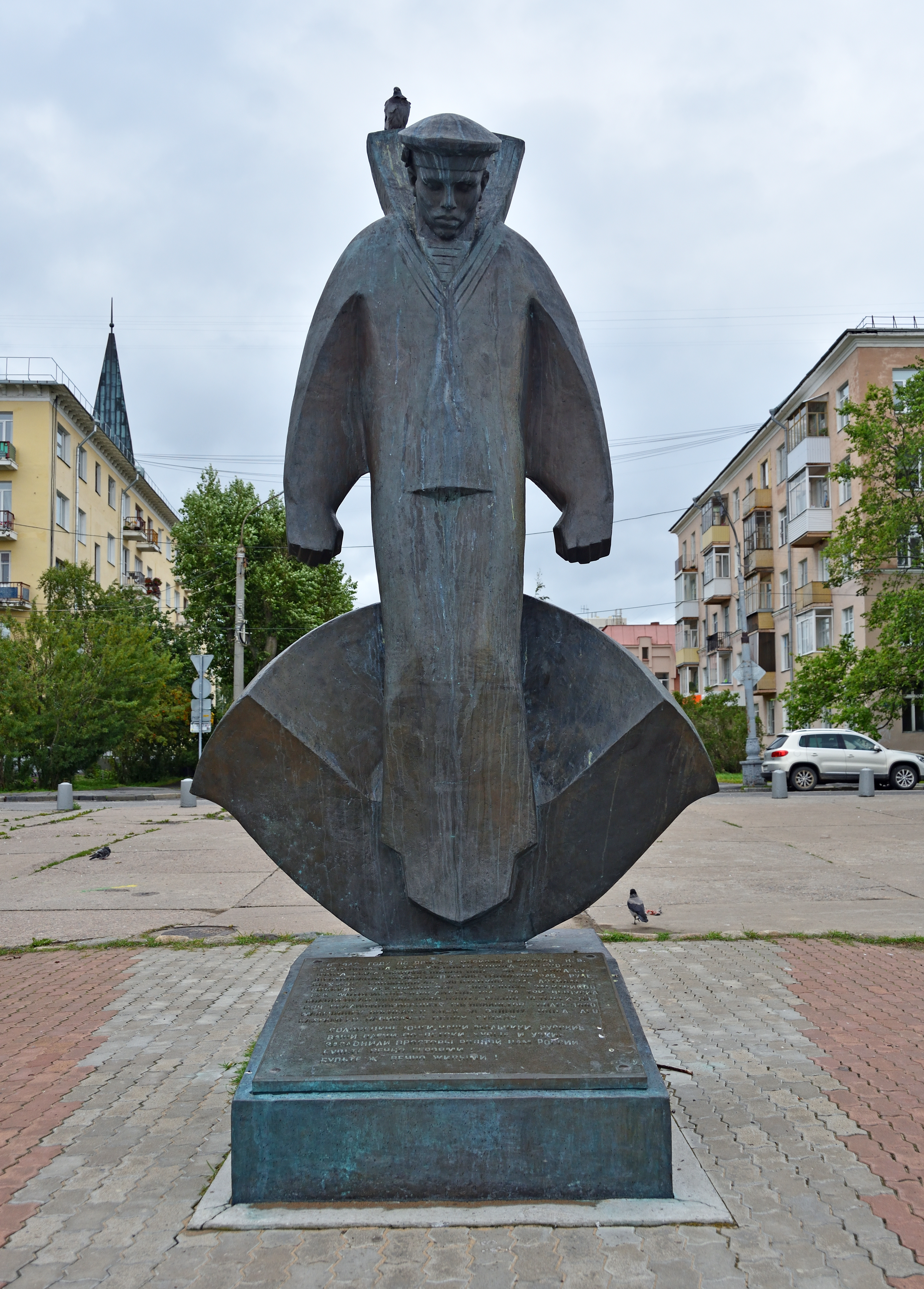
Памятник соловецким юнгам в Архангельске
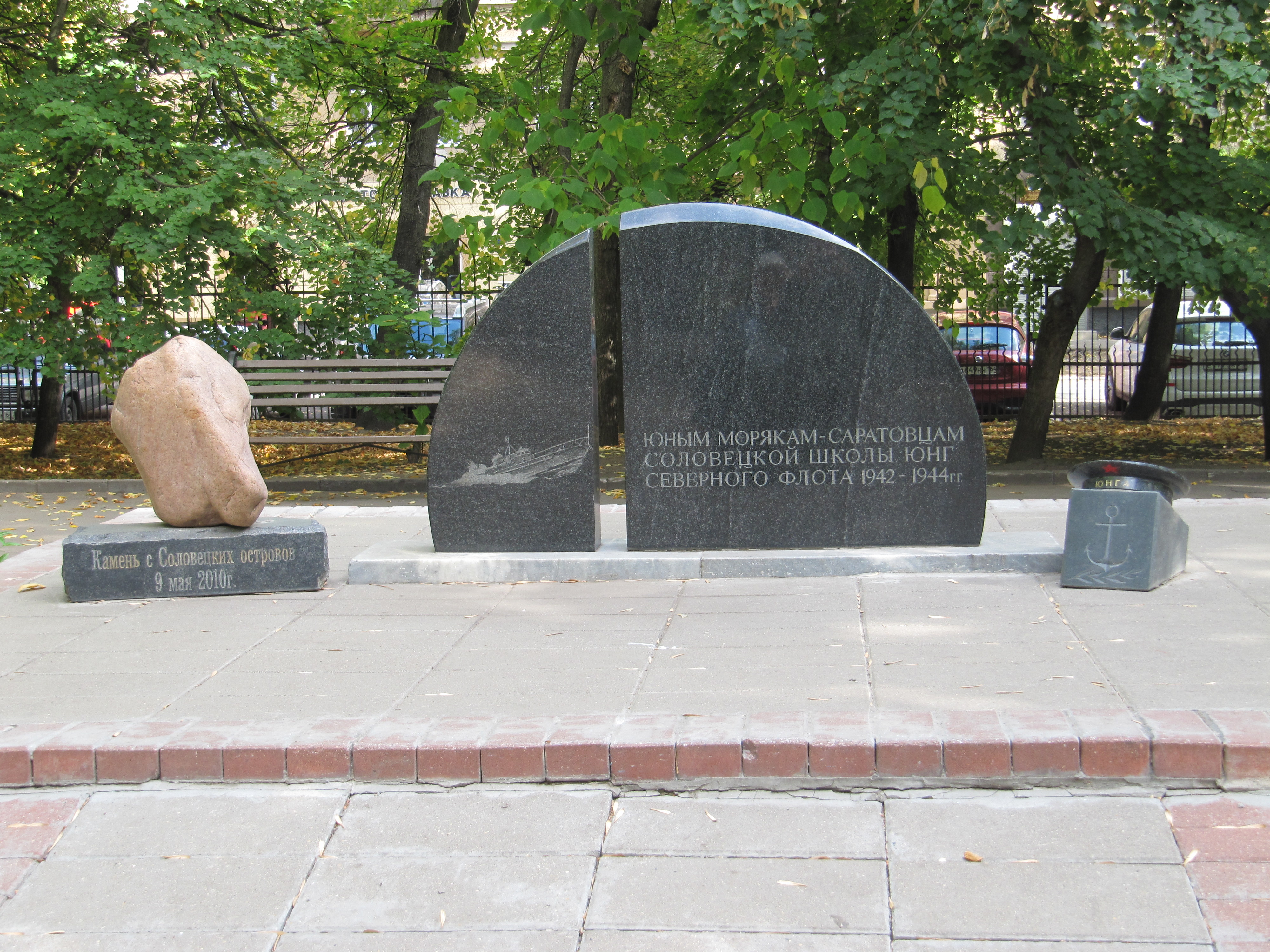
Памятник «Юным морякам-саратовцам Соловецкой школы юнг Северного флота 1942—1944 гг.»
ул. Волжская 32, Саратов
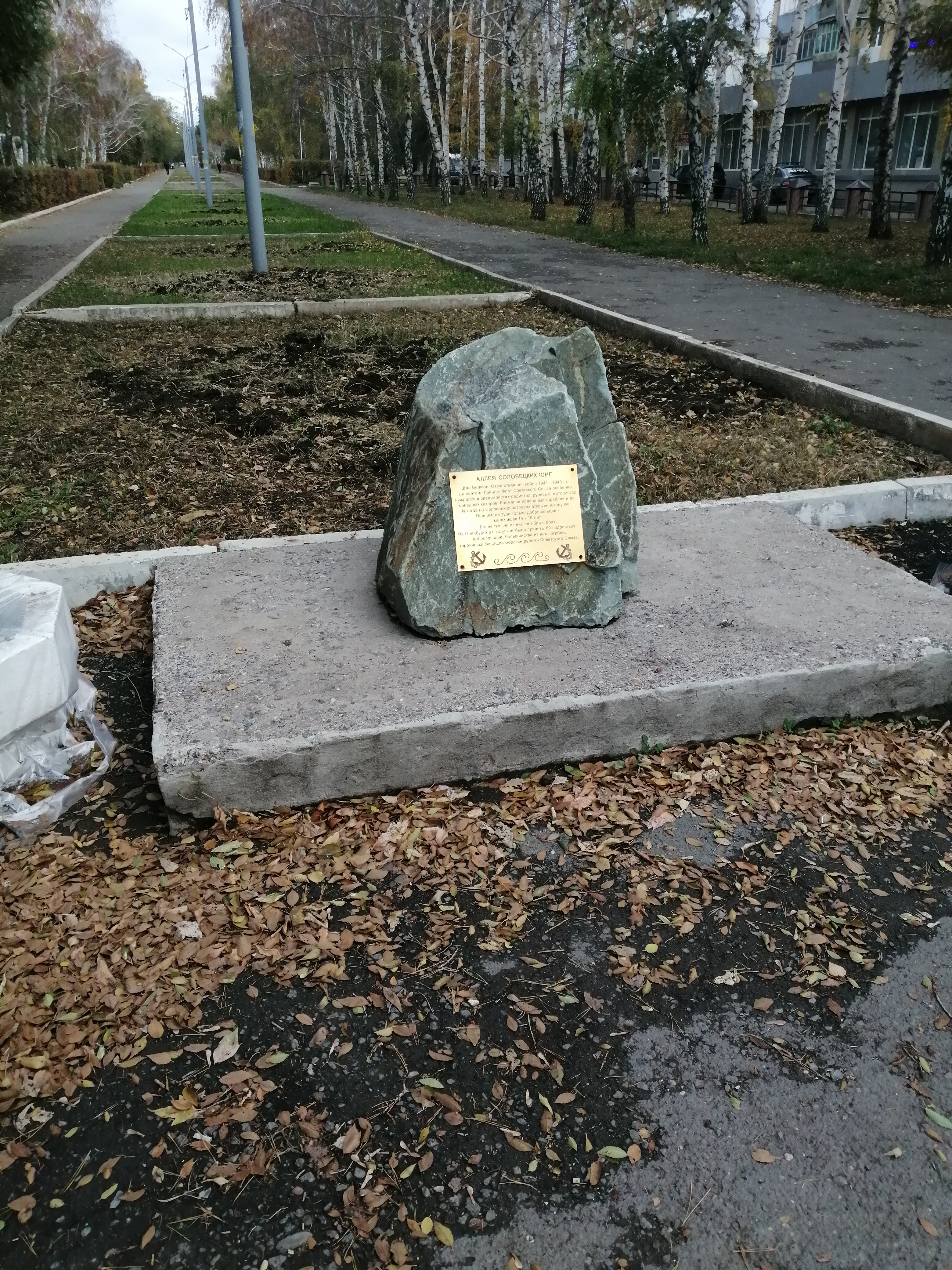
Аллея соловецких юнг, Оренбург

## В искусстве
- Соловецкая школа юнг описана в автобиографическом романе Валентина Пикуля «Мальчики с бантиками».
- События военных времён на Соловецких островах и элементы жизни, судьбы юнг и их подготовки к активному участию в войне отражены в фильме «Юнга Северного флота», по сценарию Вадима Трунина.